# Markus Pflanz
Markus Pflanz (* 31. Dezember 1975 in Fulda) ist ein deutscher Fußballtrainer.

## Werdegang
Die meiste Zeit als aktiver Spieler verbrachte Pflanz im Amateurbereich bei der SG Kiebitzgrund sowie drei Jahre beim SV Queck, ehe er zwei Jahre als Spielertrainer beim SV Rudolphshan tätig war. Später erlangte er bis 2011 die Trainerlizenzen bis zur A-Lizenz und war bis 2020 über zehn Jahre lang Trainer am Stützpunkt des DFB in Hünfeld. Daneben war er als Trainer bei der SG Löschenrod, im Nachwuchs des Hünfelder SV, als Cheftrainer des Gruppenligisten VfL Eiterfeld sowie für die Fußballschule des Bundesligisten FSV Mainz 05 tätig. Von 2015 bis 2018 trainierte er die SG Aulatal in der siebtklassigen Gruppenliga sowie von 2018 bis Oktober 2019 den Ligakonkurrenten TSV Künzell. Parallel dazu arbeitete er hauptberuflich als Beamter im Finanzamt Fulda.
Im Sommer 2020 wechselte Pflanz in den Profifußball und wurde Co-Trainer von Alexander Blessin beim belgischen Erstligisten KV Ostende. In der anschließenden Saison 2020/21 erreichte die Mannschaft, die im Vorjahr nur knapp den Klassenerhalt sichern konnte, den fünften Tabellenplatz, woraufhin Cheftrainer Blessin von der Liga als Trainer des Jahres ausgezeichnet wurde. Nach dem Abgang Blessins Mitte Januar 2022 in Richtung CFC Genua betreute Pflanz die zu diesem Zeitpunkt wieder im Abstiegskampf befindliche Mannschaft drei Wochen lang als Interimstrainer und bestritt mit ihr fünf Ligaspiele, in denen mit einem Sieg, zwei Unentschieden und zwei Niederlagen insgesamt fünf Punkte erreicht werden konnten. Mitte Februar wurde mit Yves Vanderhaeghe ein neuer Cheftrainer verpflichtet, da Pflanz nicht über die für eine Weiterbeschäftigung erforderliche Pro-Lizenz verfügte. Unter Vanderhaeghe arbeitete Pflanz zunächst weiterhin als Co-Trainer, ehe er den Verein am Saisonende nach zwei Jahren verließ.
Stattdessen schloss er sich zur neuen Saison 2022/23 dem Ligakonkurrenten VV St. Truiden an und wurde dort Co-Trainer unter Bernd Hollerbach. Während der Saison vertrat er den gesperrten Hollerbach zudem in einem Ligaspiel formal als Cheftrainer. Nachdem Hollerbach seine Tätigkeit im Verein zum Saisonende beendet hatte, verließ auch Pflanz den Verein. Bereits kurz zuvor begann er im Frühjahr 2023 beim königlichen belgischen Fußballverband die 15-monatige Ausbildung zur UEFA-Pro-Lizenz, die er im Juni 2024 erfolgreich abschloss.
Im Januar 2024 übernahm Pflanz den deutschen Südwest-Regionalligisten VfR Aalen als Cheftrainer. Er übernahm die Mannschaft auf dem 15. Tabellenplatz, der am Saisonende den Abstieg bedeutet hätte. Nachdem die Mannschaft in den folgenden neun Ligaspielen nur sieben Punkte holen konnte und immer noch auf dem 15. Platz rangierte, trennte sich der Verein im April 2024 wieder von ihm.